# Caesarism
Caesarism är en politisk term som används för att beskriva en politisk ledarstil eller ideologi som liknar den som användes av Julius Caesar, den romerske generalen och statsmannen. Detta innebär vanligtvis en koncentration av makt till en enskild ledare, som kan agera utan hänsyn till etablerade institutioner eller lagar.
Caesarism kan också innebära en förening av höger- och vänsterpolitiska idéer, vilket gör det svårt att placera dess förespråkare i ett traditionellt politiskt spektrum. Termen kan också användas mer generellt för att beskriva någon form av auktoritär ledarstil, oavsett historisk eller politisk sammanhang.
Oswald Spengler använde begreppet "caesarism" för att beskriva en politisk situation där en stark och karismatisk ledare (en "cesar") tar kontrollen över en stat och styr den med auktoritära medel. Enligt Spengler är caesarism en del av den naturliga nedgången för en civilisation, och det är ett tecken på en kris i samhället där traditionella institutioner har blivit svaga och samhällets självbild har försvagats.
Spengler menade att caesarism är ett vanligt fenomen i nedgående civilisationer, där en stark ledare kan gripa makten genom att utnyttja samhällets rädsla och missnöje med det rådande systemet. Caesarismen tenderar att ersätta demokrati och andra former av politiskt deltagande, och det kan leda till att samhället kastas in i en period av politisk instabilitet och våld.
Spengler såg caesarismen som en farlig tendens, men han menade också att den var oundviklig i en civilisations nedgångsfas. Han trodde att caesarismen kunde leda till en temporär stabilisering av samhället, men det var bara en kortsiktig lösning som inte skulle kunna rädda civilisationen från dess oundvikliga undergång.